# 前受金
前受金（まえうけきん,advance received）は、勘定科目の一つ。流動負債に区分される。

## 概要
商品売買などを行った際に、代金の一部または全部を前もって受け取った場合に使用する勘定科目である（通常、正常な営業循環過程において生ずるため、一年基準の適用はない）。
建設業において、工事完成前に代金を受け取った場合には「未成工事受入金」という勘定科目を使用する。
なお、本来の営業取引以外で、先に代金を受け取った場合、例えば不要になった機械を売却する契約をして
手付金を受け取った場合は、「仮受金」という勘定科目を使用する。

## 仕訳例
- 前受金の発生

売上代金84万円（消費税4万円を含む）のうち手付金として20万円を現金で受け取った。
| 借方         | 貸方           |
| ------------ | -------------- |
| 現金 200,000 | 前受金 200,000 |
- 前受金の振替

商品を納入し残金は掛売りとした。
| 借方           | 貸方                |
| -------------- | ------------------- |
| 売掛金 640,000 | 売上高 800,000      |
| 前受金 200,000 | 仮受消費税等 40,000 |